# Halle d'Ervy-le-Châtel
La halle d'Ervy-le-Châtel est une halle située à Ervy-le-Châtel, dans le département de l'Aube, en France.

## Description
Halle circulaire du début du XIXe siècle sur trois étages à pans de bois, de tailles différentes, avec une galerie à colombages et trois toits de bois.
L'extérieur de l'édifice est une galerie ouverte supportée par 20 colonnes de bois à socle de pierre. La galerie servait d'abri aux éventaires des marchands. Le premier étage du bâtiment fut construit de torchis et les deux étages supérieurs de briques pleines et claires. Le toit est couvert de feuilles de zinc pour éviter la surcharge pondérale. Le bâtiment est construit sur les anciennes douves de la ville fortifiée et l'ensemble de l'édifice repose sur de solides soubassements de grès local.
L'intérieur de la rotonde est certainement une œuvre de compagnonnage. Au rez-de-chaussée, le métreur pesait les sacs de blé sous un plafond suspendu en châtaignier, fermé sur une clé sur pendentif central. Aujourd'hui la halle accueille des expositions, des concerts, et, dans le local des pompes reconverti, l’Office de Tourisme du Val d'Armance d'Ervy-le-Châtel,.
La rotonde centrale est de six mètres de diamètre.

## Localisation
La halle est située sur la commune d'Ervy-le-Châtel, dans le département de l'Aube, en Pays d'Armance.

## Historique
Autorisé le 8 août 1831 par ordonnance spéciale du roi Louis-Philippe, le conseil municipal a préféré une étude de Nicas de Bar-sur-Seine au modèle de la halle de Piney jugé trop traditionnel. Les travaux débutent courant 1836 et une réception provisoire a lieu le 1er octobre 1837,.
L'édifice est inscrit au titre des monuments historiques en 1947.
Une réfection du bâtiment est effectuée dans les années soixante.